# John Dunning, I barone Ashburton
John Dunning, I barone di Ashburton (Ashburton, 18 ottobre 1731 – Exmouth, 18 agosto 1783), è stato un politico britannico.
Divenne avvocato il 2 luglio 1756, ma nei primi sei anni di carriera non riscosse notevoli successi. L'occasione di guadagnare fama gli si presentò nel 1762, quando il celebre avvocato John Glynn si ammalò improvvisamente delegando a Dunning le sue carte e nominandolo suo attendente.
Nello stesso anno difese la British East India Company dai rivali olandesi. 
In gioventù si distinse come sostenitore della libertà di stampa e di pensiero, tanto da essere considerato uno dei più stretti seguaci di John Wilkes.
Nel 1763, a seguito delle persecuzioni di Giorgio III d'Inghilterra verso i wilkesiani, prese le difese di Wilkes in una serie di celebri orazioni.
Nel 1765 si distinse nel processo Leach v. Money. Nel 1766 fu nominato giudice a Bristol e il 28 gennaio 1768 solicitor general nell'amministrazione del duca di Grafton.
Nel marzo 1768 fu eletto parlamentare whig per Calne su raccomandazione di William Petty, II conte di Shelburne. Nonostante la sua carica di solicitor non intervenne nel dibattito sull'espulsione di Wilkes dal parlamento.
Nel gennaio 1770 lasciò la carica di solicitor; il 30 marzo dello stesso anno venne sostituito da Edward Thurlow.
Il 12 ottobre 1770 contestò a Welbore Ellis di non poter rinchiudere nella torre di Londra Richard Oliver. Fu rieletto per Calne nel 1774; nel 1776 supportò senza successo la mozione presentata da John Cavendish sui possedimenti americani.
Nel 1778 strinse un'alleanza politica con George Saville, supportando le sue mozioni sulla Chiesa cattolica e sul sistema pensionistico (il re utilizzava le pensioni per tenere in scacco il Parlamento) ed ottenendo l'erezione di un monumento a William Pitt il Vecchio a Westminster Abbey.
Successivamente chiese al re di non dissolvere il parlamento, arrivando a costituire un gruppo d'opposizione autonoma di 51 persone. Nel 1780 fu rieletto per Calne e propose la rielezione di Fletcher Norton come speaker; fu però eletto Cornwall con 203 voti contro 134. Nel 1782 si oppose alla continuazione della guerra contro gli indipendentisti americani, divenendo poi uno dei più accesi sostenitore di Charles Watson-Wentworth, II marchese di Rockingham, passando così alla maggioranza.
Il 27 marzo 1782 entrò a far parte del consiglio privato e l'8 aprile fu creato Barone Ashburton di Ashburton nel Devon. Il 17 aprile fu nominato cancelliere del ducato di Lancaster. Morto il 1º luglio 1782 Rockingham continuò l'incarico. Il successore di Rockingham, il suo vecchio protettore William Petty, II conte di Shelburne, lo tenne come consigliere nelle cause legali.
Dopo il governo Shelburne fu convocato da Giorgio III, che gli chiese consigli sulla formazione di un nuovo governo. Fu effettivamente l'ultima apparizione pubblica di Dunning, cui fu garantita una pensione di £4000 ed un tranquillo ritiro ad Exmouth.
All'epoca tuttavia la sua salute aveva già iniziato a declinare e la morte lo colse dopo appena 4 mesi di ritiro, il 18 agosto 1783.